# Detroit (Schiff, 1923)
Die Detroit, auch USS Detroit, (Kennung: CL-8) war ein Leichter Kreuzer der Omaha-Klasse der United States Navy. Es war das vierte nach der Stadt Detroit in Michigan benannte Schiff der US-Marine und einer der ältesten amerikanischen Kreuzer, die im Zweiten Weltkrieg eingesetzt wurden.

## 1923–1940
Nach ihrer Indienststellung 1923 wurde die Detroit bis 1931 im Nordatlantik und in der Karibik eingesetzt, unterbrochen von mehreren Besuchen in Europa und kurzen Abstechern in den Pazifik. Ab dem 15. März 1931 war sie Teil der Pazifikflotte mit Heimathafen San Diego und operierte die folgenden 10 Jahren hauptsächlich an der amerikanischen Westküste, abgesehen von einem gemeinsamen Manöver mit der Atlantikflotte in der Karibik. In dieser Zeit wurde bei einem größeren Umbau des Kreuzers die Flak verstärkt und zwei der 15,2-cm-Einzelgeschütze achtern entfernt. Aufgrund einer Fehlplanung beim Entwurf der Omaha-Klasse hatten sich diese in den unteren Kasematten stehenden Geschütze als unbrauchbar erwiesen, da bereits bei geringem Seegang durch die Rollbewegungen der Schiffe Wasser in die Kasematten eindrang und die Bedienung der Geschütze stark erschwerte.

## Zweiter Weltkrieg
Im Oktober 1940 wurde die Detroit mit dem Rest der Pazifikflotte demonstrativ aus der Heimatbasis San Diego nach Pearl Harbor auf Hawaii verlegt, um angesichts der steigenden Spannungen in Südostasien Druck auf Japan auszuüben.
Zum Zeitpunkt des japanischen Angriffs auf Pearl Harbor am Morgen des 7. Dezember 1941 lag der Kreuzer zusammen mit seinem Schwesterschiff Raleigh und dem zum Schulschiff für die Flugabwehr umgebauten ehemaligen Schlachtschiff Utah an der Nordwestseite von Ford Island am Liegeplatz F-13. Um 8 Uhr morgens flogen 16 Torpedobomber vom Typ Nakajima B5N „Kate“ der ersten Angriffswelle die Liegeplätze an der Nordwestseite der Insel an. Gemäß ihren Anweisungen, nur Schlachtschiffe und Flugzeugträger anzugreifen, drehten die meisten Maschinen ab und suchten sich neue Ziele, einige führten jedoch ihren Torpedoangriff auf diese drei Schiffe durch und erzielten einen Treffer auf der Raleigh und zwei auf der Utah, welche innerhalb von 10 Minuten kenterte. Ein vermutlich auf die Detroit gezielter Torpedo lief 3 Meter hinter ihrem Heck vorbei und blieb im Schlamm des Ufers von Ford Island stecken. Ansonsten wurde der Kreuzer nicht beschädigt und schickte sein Motorboot zur beschädigten Nevada, um diese zu unterstützen. Längsseits am Schlachtschiff liegend wurde das Boot dort durch eine Explosion beschädigt und sank. Zwei Besatzungsmitglieder des Kreuzers wurden leicht verletzt. Nach dem Angriff lief die Detroit sofort aus und suchte die nächsten Tage zusammen mit anderen Schiffen der Flotte vergeblich nach einer vermuteten japanischen Invasionsstreitmacht.
In den folgenden Monaten wurde der alte Kreuzer zu Geleitschutzaufgaben zwischen Pearl Harbor und der Westküste eingesetzt; dazu geleitete er im September 1942 zwei Konvois zwischen Pearl Harbor und Pago Pago. Im November wurde die Detroit in den Nordpazifik zu den Aleuten verlegt. Dort war sie an zahlreichen Patrouilleneinsätze beteiligt, deren Ziel es war, die japanischen Einheiten auf den Inseln Attu und Kiska von ihrem Nachschub abzuschneiden. Im April 1943 beschoss der Kreuzer als Teil einer Kampfgruppe Attu und nahm im folgenden Monat auch an der Rückeroberung der Insel teil. Im August wurde die Detroit dann zur Unterstützung der Invasion von Kiska eingesetzt, die Insel wurde jedoch kampflos erobert, da die Japaner ihre Garnison inzwischen unbemerkt abgezogen hatten.
Auch nach Ende der Kampfhandlungen in den Aleuten blieb der Kreuzer Teil der amerikanischen Flottenstreitkräfte im Nordpazifik, welche die Aleuten schützten, während die schwersten Kämpfe im Verlauf der alliierten Offensiven im Süd- und Zentralpazifik stattfanden. Ihren letzten Kampfeinsatz im Nordpazifik hatte die Detroit, als sie im Juni 1944 am Beschuss japanischer Einrichtungen auf den Kurilen teilnahm. Ende Juni lief der Kreuzer für Reparaturen nach Bremerton an die Westküste der USA und wurde nach Abschluss der Reparaturarbeiten temporäres Flaggschiff des Südostpazifik-Geschwaders. Bis zum Ende des Jahres patrouillierte sie an der Westküste Südamerikas, weitab von den Kampfhandlungen. Nach einem weiteren Aufenthalt in den USA erreichte das Schiff am 5. Februar 1945 das Ulithi-Atoll, welches zum Hauptstützpunkt der amerikanischen Flotte im Westpazifik geworden war. Dort wurde sie das Flaggschiff des Versorgungsverbandes, der die schnellen Trägerverbände der 5. US-Flotte unterstützte. Diese Position behielt sie bis zum Ende des Krieges. Am 1. September lief sie zusammen mit anderen Flotteneinheiten in die Bucht von Tokio ein und war eines von zwei Schiffen, das sowohl bei dem Angriff auf Pearl Harbor als auch bei der Kapitulation Japans anwesend war (das andere Schiff war die West Virginia). Im Oktober kehrte der Kreuzer schließlich im Verlauf der Operation Magic Carpet mit heimkehrenden amerikanischen Soldaten in die USA zurück. Für ihre Einsätze im Pazifikkrieg erhielt die Detroit sechs Battle Stars als Auszeichnung.
Am 11. Januar 1946 wurde die Detroit in Philadelphia außer Dienst gestellt und am 27. Februar zur Verschrottung verkauft.